# 371 Богемія
371 Богемія (371 Bohemia) — астероїд головного поясу, відкритий 16 липня 1893 року Огюстом Шарлуа у Ніцці.